# جف کلمن (بازیکن فوتبال)
جف کلمن (انگلیسی: Geoff Coleman؛ زادهٔ ۱۳ مهٔ ۱۹۳۶) بازیکن فوتبال اهل بریتانیا است.
از باشگاه‌هایی که در آن بازی کرده‌است می‌توان به باشگاه فوتبال نورث‌همپتون تاون اشاره کرد.